# Bogumił Książek
Bogumił Książek (ur. 4 grudnia 1974 w Krakowie) − polski malarz, profesor Akademii Sztuk Pięknych im. Jana Matejki w Krakowie.

## Życiorys

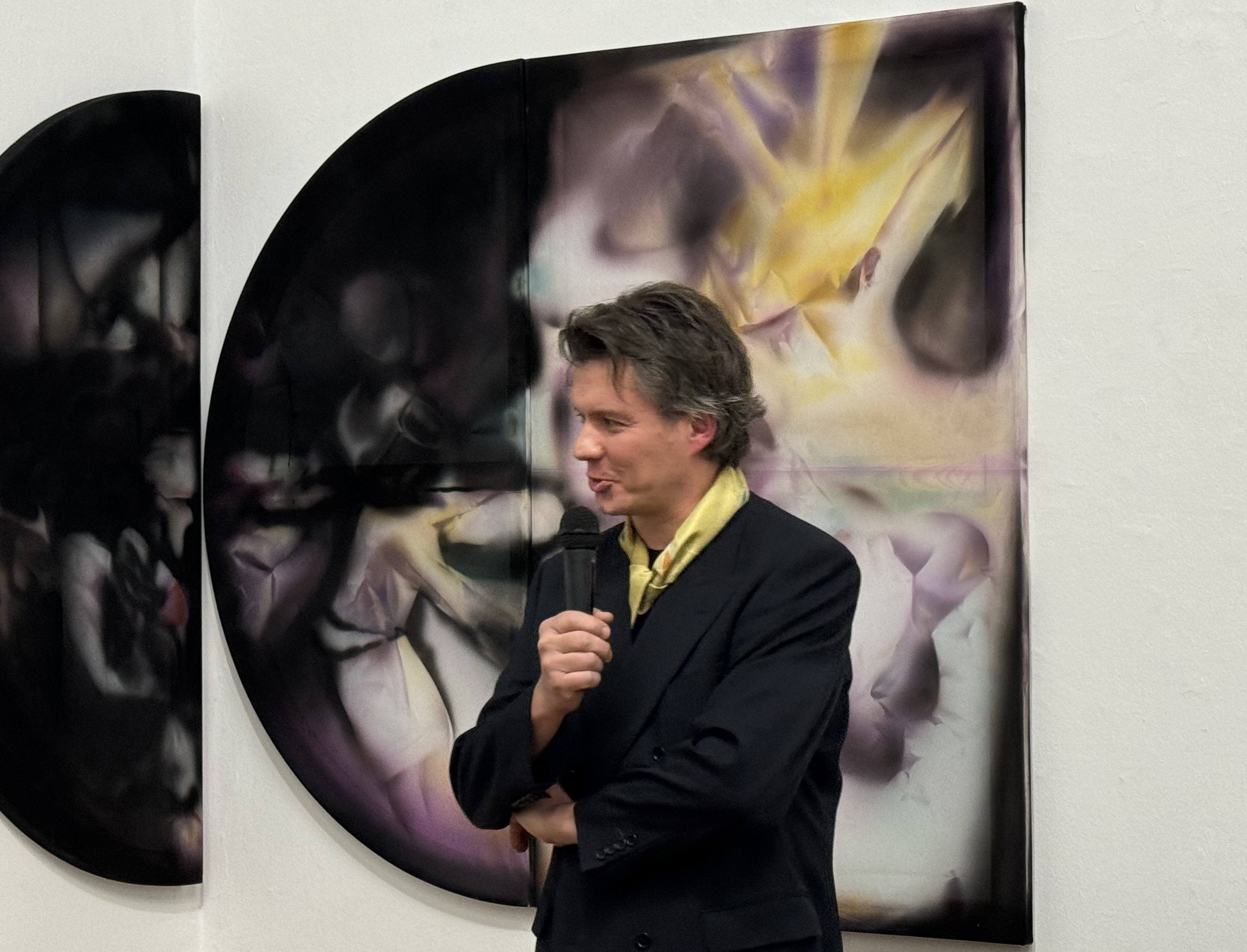
Bogumił Książek podczas wręczenia nagrody im. Witolda Wojtkiewicza, Galeria Pryzmat w Krakowie, 19 listopada 2024

Syn Marii Rostworowskiej. Wychowywał się na krakowskim Salwatorze. Ukończył Liceum Plastyczne w Krakowie.
Studiował filozofię na Uniwersytecie Jagiellońskim i malarstwo na Akademii Sztuk Pięknych w Krakowie. W trakcie studiów wraz z grupą przyjaciół założył klub i galerię studentów „Pod Ręką”. Dyplom obronił w 2000 roku w pracowni Sławomira Karpowicza.
Po studiach wyjechał na siedem lat do Toskanii. Poznał tam Silvio Loffredo i Mario Luzi. Mieszkał i pracował we Florencji oraz Tizzano do 2009 roku, kiedy to powrócił do Krakowa.
W 2007 roku na jego prace zwrócił uwagę założyciel Frissiras Museum w Atenach, Vlasis Frissiras, który zaprosił Bogumiła Książka do udziału w wystawie Eclectic Affinities Among European Artists prezentującej współczesnych figuratystów europejskich, a następnie pokazywał jego prace w ramach szeregu projektów realizowanych przez ateńską instytucję.
Poza ateńskim Frissiras Museum, Bogumił Książek na przestrzeni lat współpracował m.in. z A100 Gallery w Galatinie, Dominik Rostworowski Gallery, Galerią Olympia oraz Galerią Ufo w Krakowie. Jego prace znajdują się w kolekcjach prywatnych we Włoszech, Grecji, Wielkiej Brytanii i Polsce.
W 2015 roku uzyskał stopień doktora sztuk plastycznych a w 2020 habilitację. Jest wykładowcą na Wydziale Malarstwa Akademii Sztuk Pięknych im. Jana Matejki w Krakowie, gdzie od 2019 roku prowadzi Pracownię Interdyscyplinarną.
W swej twórczości podejmuje tematy nawiązujące do historii sztuki, literatury oraz historii politycznej. Niekiedy jego pracom towarzyszą odautorskie komentarze literackie (np. Śpiąca Agata Duda, 2018, Galeria Olympia). W 2019 odkrywa na własnym obrazie zaginione dzieło, Młodzieńca Rafaela Santi. (Znaczące Wymiary, 2019).

## Wybrane prace
- Ślepcy Bruegla, 2007;
- Diogenes usiłuje policzyć do 10, 2012;
- Cykl Spojrzenia Marcela Duchampa, 2016;
- Sobowtór, 2017[a];
- Śpiąca Agata Duda, 2018;
- Cykl Młodziankowie, 2019;
- Konfesjonały, 2019.

## Wybrane wystawy
- Galeria Młodych, Kraków, 2001;
- Pittura, Noto, Włochy, 2005;
- Wizja Lokalna, Galeria Grodzka, Kraków, 2009;
- Una Bella Settimana, Akademia Sztuk Pięknych w Krakowie, 2012;
- Transgresja i Nostalgia, Dominik Rostworowski Gallery, Kraków, 2010;
- Bogumił Ksiażek, Galeria Bocheńska, Warszawa, 2014;
- Diogenes i Eneasz, Otwarta Pracownia, Kraków, kurator Michał Hankus, 2014;
- Diogenes und Aeneas, Sandhoffer Galerie, Salzburg, 2015;
- Aprodi, Castello di Acaya, Włochy, 2015;
- Mit and vapour, Lisa Norris Gallery, Londyn, 2015;
- Nerium Oleander, Galeria Olympia, Kraków, 2015;
- Duch Duchampa, Galeria Olympia, Kraków, 2016;
- Młodzieniec 80 lat później, opustoszałe opactwo w Lubiążu, w ramach SLOT Art Festival, 2019;
- Młodziankowie, Spółdzielnia Ogniwo, w ramach Kraków Art Week KRAKERS, kuratorka Anna Baranowa, 2019;
- Pizzeria w Epoce Transformacji, 2019, Galeria Wydziału Malarstwa Akademii Sztuk Pięknych w Krakowie, kurator Dominik Stanisławski;
- Loty, 2023, Galeria Ufo.

Opracowano na podstawie materiału źródłowego.